# 14313 Dodaira
14313 Dodaira este un asteroid din centura principală de asteroizi.

## Descriere
14313 Dodaira este un asteroid din centura principală de asteroizi. A fost descoperit pe 22 octombrie 1976 la Kiso de Hiroki Kosai și Kiichiro Hurukawa. Asteroidul prezintă o orbită caracterizată de o semiaxă mare de 3,00 ua, o excentricitate de 0,11 și o înclinație de 10,5° în raport cu ecliptica.